# Nederlanders in het Finse voetbal
Nederlanders in het Finse voetbal geeft een overzicht van Nederlanders die een contract hebben (gehad) bij Finse voetbalclubs uit de Veikkausliiga, de Ykkönen of de Kakkonen.

## Voetballers
| Naam               | Club                | Van  | Tot  | Opmerkingen |
| ------------------ | ------------------- | ---- | ---- | ----------- |
| Jos Hooiveld       | FC Inter Turku      | 2007 | 2009 |             |
| Angelo Cijntje     | KuPS Kuopio         | 2001 | 2001 |             |
| Patrick End        | KuPS Kuopio         | 2001 | 2001 |             |
| Stephano Wooding   | KuPS Kuopio         | 1999 | 1999 |             |
| Martin Reijnders   | FC Haka             | 1999 | 2000 |             |
| Martin Reijnders   | FC Jokerit          | 1999 | 1999 |             |
| Hans Gillhaus      | FF Jaro Pietarsaari | 1998 | 1998 |             |
| Senol Kök          | FC Jokerit          | 2001 | 2001 |             |
| Guillano Grot      | FC Inter Turku      | 2008 | 2011 |             |
| Patrick Samba      | TP-47 Tornio        | 2008 | 2008 |             |
| Patrick Samba      | VPS Vaasa           | ?    | 2005 |             |
| Jordi van Gelderen | JJK Jyväskylä       | 2011 | 2013 |             |
| Pim Bouwman        | FC Inter Turku      | 2012 | 2014 |             |

## Hoofdtrainers
| Naam          | Club           | Van  | Tot  | Opmerkingen           |
| ------------- | -------------- | ---- | ---- | --------------------- |
| Theo de Jong  | Tervarit       | 1999 | 1999 | Trainer, ook eigenaar |
| Jan Everse    | FC Jokerit     | 2001 | 2001 | Trainer               |
| Danny Hoekman | FC Hämeenlinna | 2005 | 2005 | Trainer               |
| Geert Meijer  | FC Hämeenlinna | 2005 | 2006 | Trainer               |
| Rene van Eck  | FC Inter Turku | 2006 | 2006 | Trainer               |
| Job Dragtsma  | FC Inter Turku | 2007 | 2016 | Trainer               |

## Andere functies
| Naam         | Club     | Van  | Tot  | Functie  |
| ------------ | -------- | ---- | ---- | -------- |
| Theo de Jong | Tervarit | 1999 | 1999 | Eigenaar |

Voetbalbonden ·
Albanië ·
Angola ·
Armenië ·
Australië ·
Azerbeidzjan ·
Bahrein ·
België ·
Bhutan ·
Bulgarije ·
Canada ·
China ·
Congo-Kinshasa · 
Cyprus ·
Denemarken ·
Duitsland ·
Egypte ·
Engeland ·
Estland ·
Ethiopië ·
Faeröer ·
Filipijnen ·
Finland ·
Frankrijk ·
Georgië ·
Ghana ·
Griekenland ·
Hongarije ·
Hongkong ·
Ierland ·
IJsland ·
Indonesië ·
Iran ·
Israël ·
Italië ·
Japan ·
Kazachstan ·
Koeweit ·
Litouwen ·
 Luxemburg ·
Maleisië ·
Malta ·
Marokko ·
Mexico ·
Namibië ·
Nieuw-Zeeland ·
Noorwegen ·
Oekraïne ·
Oezbekistan ·
Oostenrijk ·
Polen ·
Portugal ·
Qatar ·
Roemenië ·
Rusland ·
Rwanda ·
Saoedi-Arabië ·
Schotland ·
Singapore ·
Slovenië ·
Slowakije ·
Spanje ·
Tanzania ·
Turkije ·
Tuvalu ·
VAE ·
Venezuela ·
Verenigde Staten ·
Vietnam ·
Zimbabwe ·
Zuid-Afrika ·
Zuid-Korea ·
Zweden ·
Zwitserland